# Nowa Wieś (powiat łęczycki)
Nowa Wieś – wieś w Polsce położona w województwie łódzkim, w powiecie łęczyckim, w gminie Grabów.
W latach 1975–1998 miejscowość należała administracyjnie do województwa konińskiego.
Wierni Kościoła rzymskokatolickiego należą do parafii św. Jana Chrzciciela w Rdutowie, a wierni Kościoła Katolickiego Mariawitów do parafii Przenajświętszego Sakramentu w Zieleniewie. 